# Jazíd II.
Jazíd II. (687 – 26. ledna 724) celým jménem Jazíd ibn Abdulmalik. Arabský chalífa z rodu Umajjovců v letech 720–724, další ze synů chalífy Abdulmalika.

## Vnitřní problémy umajjovského chalífátu
Jazíd II. nedosahoval kvalit svého předchůdce a jeho vláda způsobila řadu problémů. Ke dvoru byli opět povoláni pěvci a básníci a chalífa se údajně příliš často veselil se svými milci a otrokyněmi.
Jazídovo nástupnictví vyvolalo nevraživost mezi rodinnými klany Umajjovců. Do popředí se opět dostali rodinní příslušníci napojení v předchozím období na al-Hadždžádže. To znamenalo ústup rodinného klanu kolem Jazída ibn Muhallaba, který rozpoutal povstání v oblastech Iráku a Chorásánu. Vzpoura byla zlomena chalífovým bratrem Maslamou až po těžkých bojích roku 721. Nepokoje se pak přenesly i do dalších provincií a bylo jen na místodržících, jak se s nimi vypořádají.

## Zahraniční politika
Po předchozím období relativního klidu došlo opět k větším válečným podnikům. Ve Francii se arabská vojska pokusila roku 721 dobýt Toulouse, centrum Akvitánie. Vévoda Eudo je však u města porazil a zahnal zpět do Septimánie. Eudo poté využil rozporů mezi Araby a Berbery a dočasně muslimské útoky zastavil.
V Malé Asii stále docházelo k pravidelným nájezdům. Větší vojenské akce se přesunuly dále na východ do oblasti Kaspického moře, kde se Arabové střetli s Chazary, kteří v této době vpadli do Arménie, Gruzie a Ázerbájdžánu.

## Smrt
Jazíd II. zemřel pravděpodobně na tuberkulózu. Z dochovaných pramenů se o jeho smrti můžeme také dovědět, že byla způsobena velmi silnou citovou vazbou k otrokyni Sallámě, jejíž skon údajně chalífa nepřenesl přes srdce.